# Bourg-et-Comin
Pour les articles homonymes, voir Bourg et Comin.
Bourg-et-Comin est une commune française située dans le département de l'Aisne en région Hauts-de-France.

## Géographie

### Localisation
La ville est située en bordure de l'Aisne et à la confluence des canaux du canal latéral à l'Aisne et du canal de l'Oise à l'Aisne. Elle est en bordure des régions Picardie et Champagne-Ardenne et se trouve dans le Bassin de la Seine au niveau hydrographique qui est une partie du Bassin parisien et subi un climat océanique dégradé. La vallée alluviale rend le paysage riche en étangs.

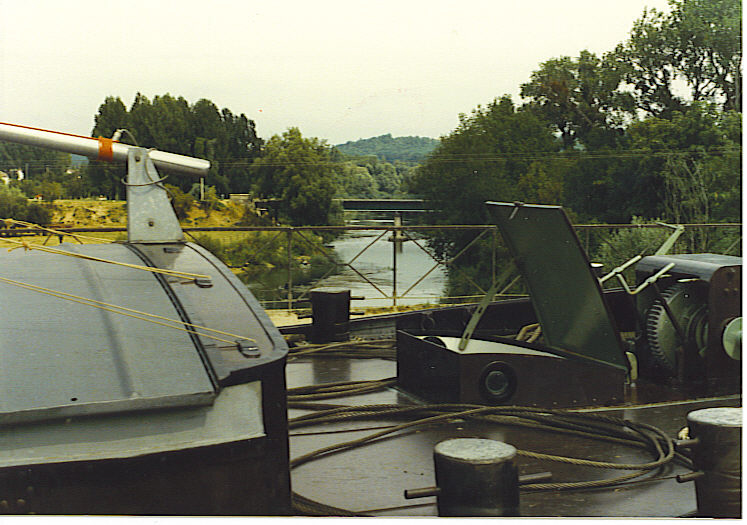
Vue depuis le canal de l'Oise à l'Aisne.
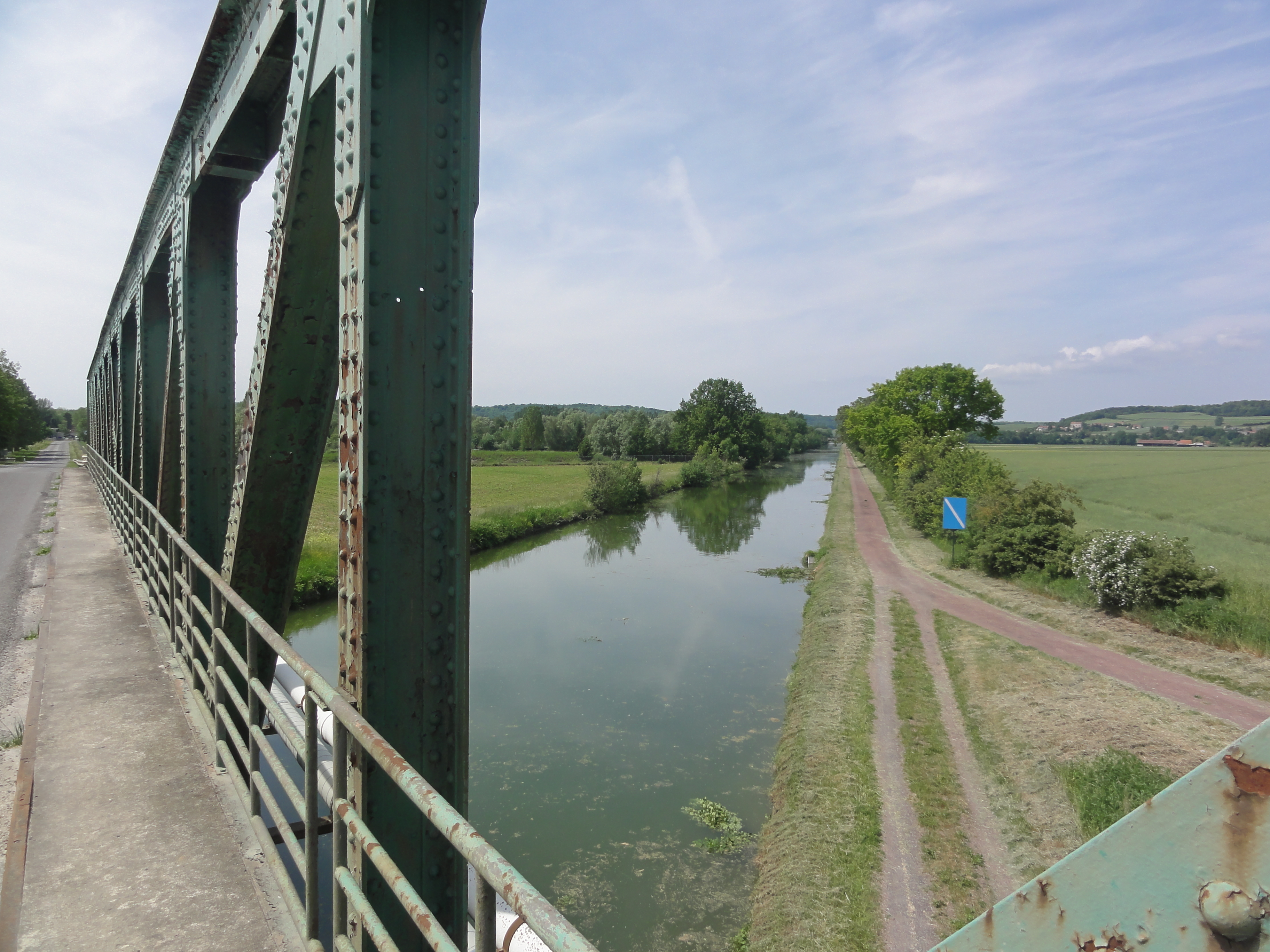
Canal de l'Oise à l'Aisne.

### Hydrographie

#### Réseau hydrographique
La commune est située dans le bassin Seine-Normandie. Elle est drainée par l'Aisne, le canal de l'Oise à l'Aisne, la rigole de Bourg, le cours d'eau 03 du Petit Marais, le cours d'eau 01 des Bois Barris et un autre petit cours d'eau,.
L'Aisne est un  cours d'eau naturel navigable de 256 km de longueur, traversant les cinq départements Meuse, Marne, Ardennes, Aisne, Oise. Elle est un affluent de rive gauche de l'Oise, ce qui fait d'elle un sous-affluent de la Seine.
Le canal de l'Oise à l'Aisne est un canal à bief de partage au gabarit Freycinet reliant les vallées de l'Oise et de l'Aisne. Il relie les communes d'Abbécourt et de Bourg-et-Comin en passant sous le tristement célèbre « Chemin des Dames ».

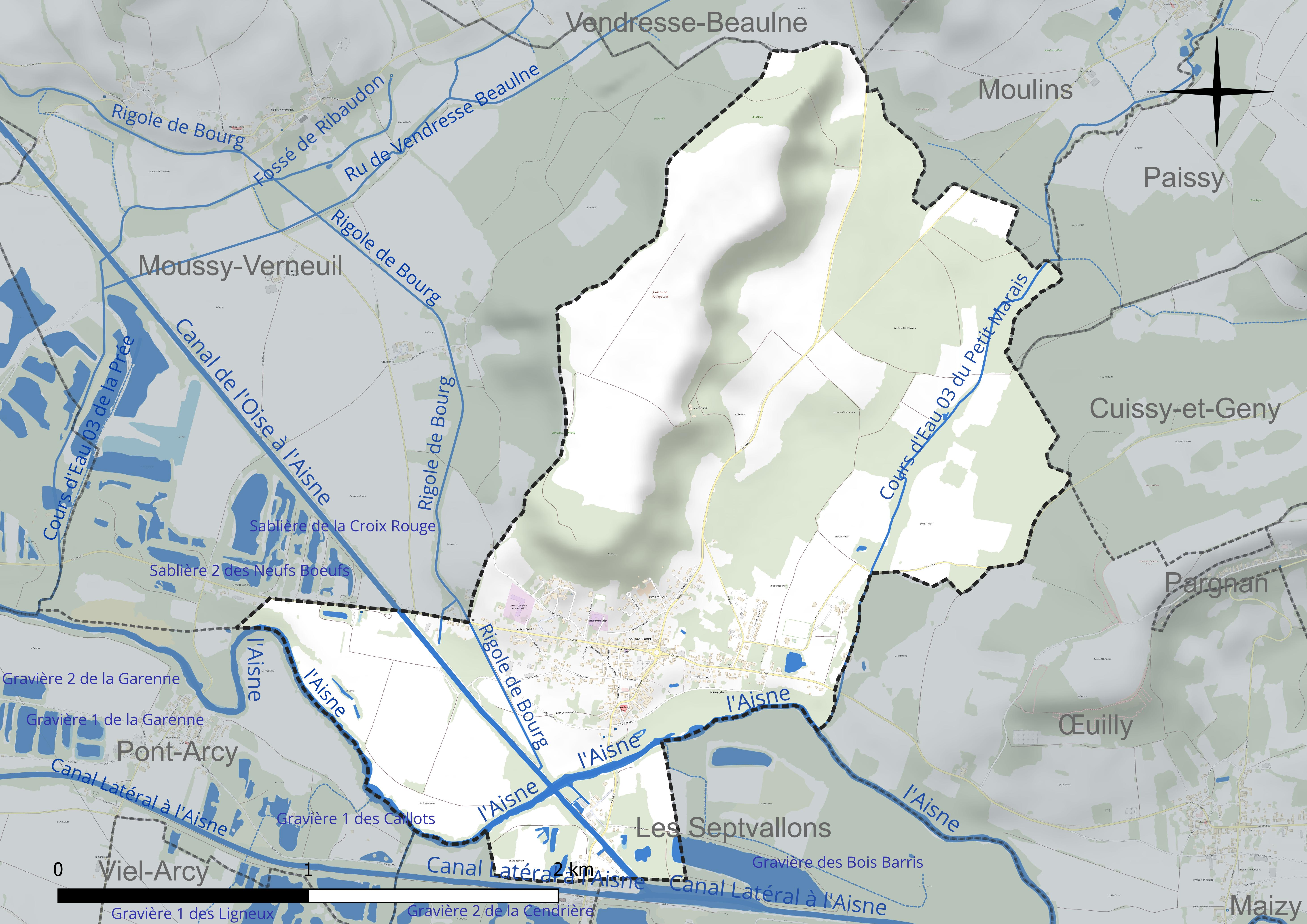
Réseau hydrographique de Bourg-et-Comin.

Un plan d'eau complète le réseau hydrographique : la gravière des Bois Barris, d'une superficie totale de 7,7 ha (0,4 ha sur la commune),.

#### Gestion et qualité des eaux
Le territoire communal est couvert par le schéma d'aménagement et de gestion des eaux (SAGE) « Aisne Vesle Suippe ». Ce document de planification, dont le territoire s'étend sur 3 096 km2 répartis sur trois départements (Aisne, Marne et Ardennes) et deux régions (Champagne-Ardenne et Picardie), a été approuvé le 16 décembre 2013. La structure porteuse de l'élaboration et de la mise en œuvre est le Syndicat d'aménagement des bassins Aisne Vesle Suippe (SIABAVES).
La qualité des cours d'eau peut être consultée sur un site spécial géré par les agences de l'eau et l'Agence française pour la biodiversité.

### Climat
Pour des articles plus généraux, voir Climat des Hauts-de-France et Climat de l'Aisne.
En 2010, le climat de la commune est de type climat océanique dégradé des plaines du Centre et du Nord, selon une étude du CNRS s'appuyant sur une série de données couvrant la période 1971-2000. En 2020, Météo-France publie une typologie des climats de la France métropolitaine dans laquelle la commune est exposée à un climat océanique altéré et est dans la région climatique Nord-est du bassin Parisien, caractérisée par un ensoleillement médiocre, une pluviométrie moyenne régulièrement répartie au cours de l'année et un hiver froid (3 °C).
Pour la période 1971-2000, la température annuelle moyenne est de 10 °C, avec  une amplitude thermique annuelle de 15,1 °C. Le cumul annuel moyen de précipitations est de 682 mm, avec 12,4 jours de précipitations en janvier et 9 jours en juillet. Pour la période 1991-2020 la température moyenne annuelle observée sur la station météorologique la plus proche, située sur la commune de Braine à 11 km à vol d'oiseau, est de 11,3 °C et le cumul annuel moyen de précipitations est de 662,7 mm,. Pour l'avenir, les paramètres climatiques de la commune estimés pour 2050 selon différents scénarios d'émission de gaz à effet de serre sont consultables sur un site spécial publié par Météo-France en novembre 2022.

## Urbanisme

### Typologie
Au 1er janvier 2024, Bourg-et-Comin est catégorisée bourg rural, selon la nouvelle grille communale de densité à 7 niveaux définie par l'Insee en 2022.
Elle est située hors unité urbaine. Par ailleurs la commune fait partie de l'aire d'attraction de Reims, dont elle est une commune de la couronne,. Cette aire, qui regroupe 294 communes, est catégorisée dans les aires de 200 000 à moins de 700 000 habitants,.

### Occupation des sols
L'occupation des sols de la commune, telle qu'elle ressort de la base de données européenne d'occupation biophysique des sols Corine Land Cover (CLC), est marquée par l'importance des territoires agricoles (48 % en 2018), en diminution par rapport à 1990 (51,5 %). La répartition détaillée en 2018 est la suivante : 
terres arables (42,4 %), forêts (36,9 %), zones urbanisées (11,2 %), zones agricoles hétérogènes (5,6 %), milieux à végétation arbustive et/ou herbacée (3,6 %), eaux continentales (0,4 %).
L'évolution de l'occupation des sols de la commune et de ses infrastructures peut être observée sur les différentes représentations cartographiques du territoire : la carte de Cassini (XVIIIe siècle), la carte d'état-major (1820-1866) et les cartes ou photos aériennes de l'IGN pour la période actuelle (1950 à aujourd'hui).

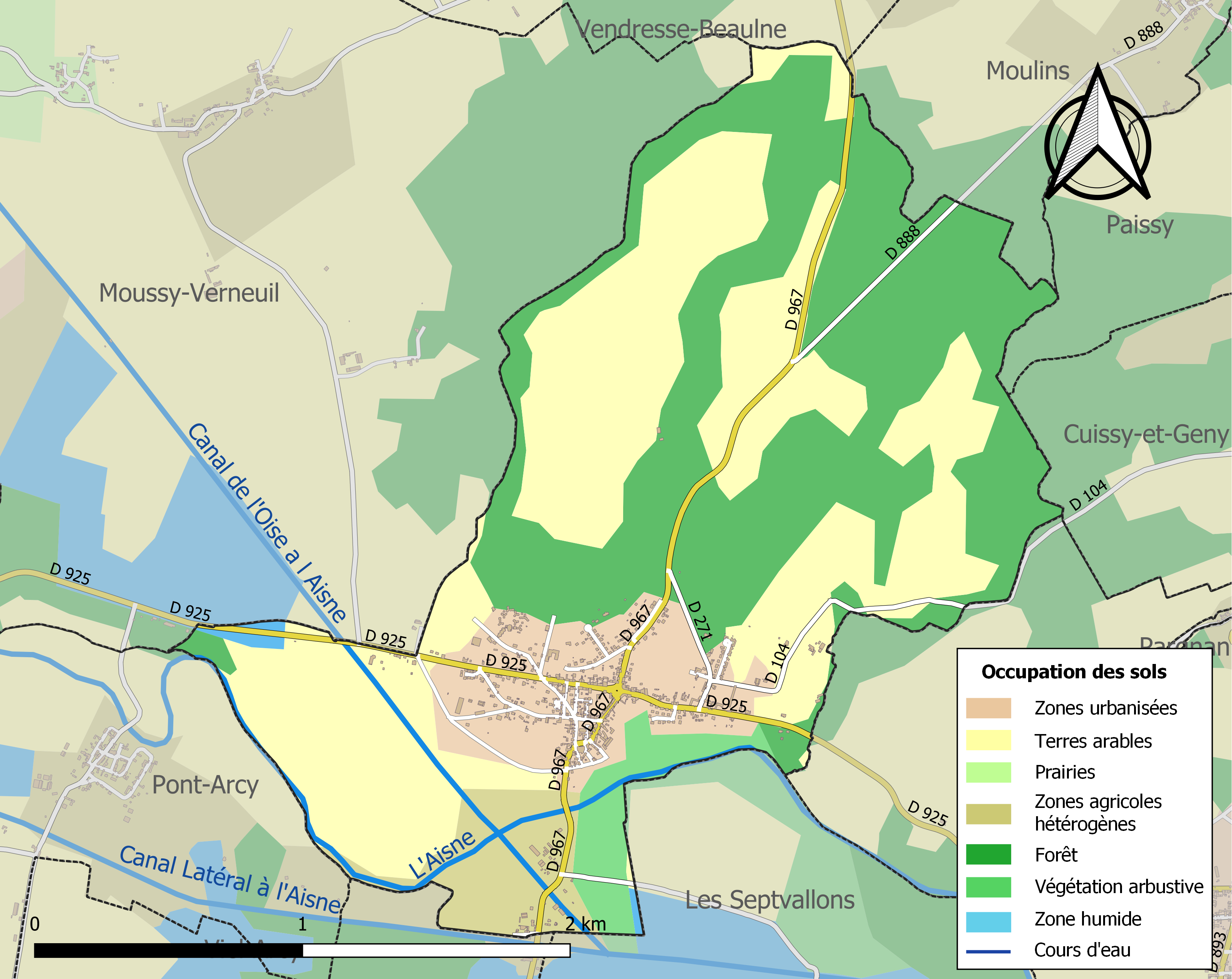
Carte des infrastructures et de l'occupation des sols de la commune en 2018 (CLC).

## Toponymie
Bourg est attesté sous les formes Burgum-et-Cuminum (1184) ; Burgum-super-Axonam (1224) ; Bourc (1240) ; Borc (1261) ; Bourc-seur-Aisne (XIIIe siècle) ; Villa de Burgo (1276) ; ville de Bourc-sur-Aisne (1377) ; Bourgt (1389) ; Bourch (1394) ; Bourg-sur-Aisne (XIVe siècle) ; Bourc-en-Lannoys (1405) ; Bourg-en-Laonnois (1412) ; Bourg-en-Launnoys (1515) ; Bourg-en-Lannoy (1515) ; Bourcq-sur-Aisne (1564) ; Bourcq-et-Commin (1580) ; Bourcq-en-Lannois (1583) ; Bourcq-en-Laonnois (1614) ; Bourcq-en-Launois (1628) ; Bourcq (1659) ; Paroisse de Saint-Martin de Bourg (1674) ; Bourg-et-Comain (1729).

Bourg, du bas latin burgus, lui-même issu du germanique ancien burg (« forteresse ou village fortifié »).
Comin, ancienne ferme et château de la commune, est attesté sous les formes Comi (1175) ; Cuminum (1184) ; Coumi (1223) ; Commi (1228) ; In territorio de Coumin (1244) ; Comain (1729).

## Histoire

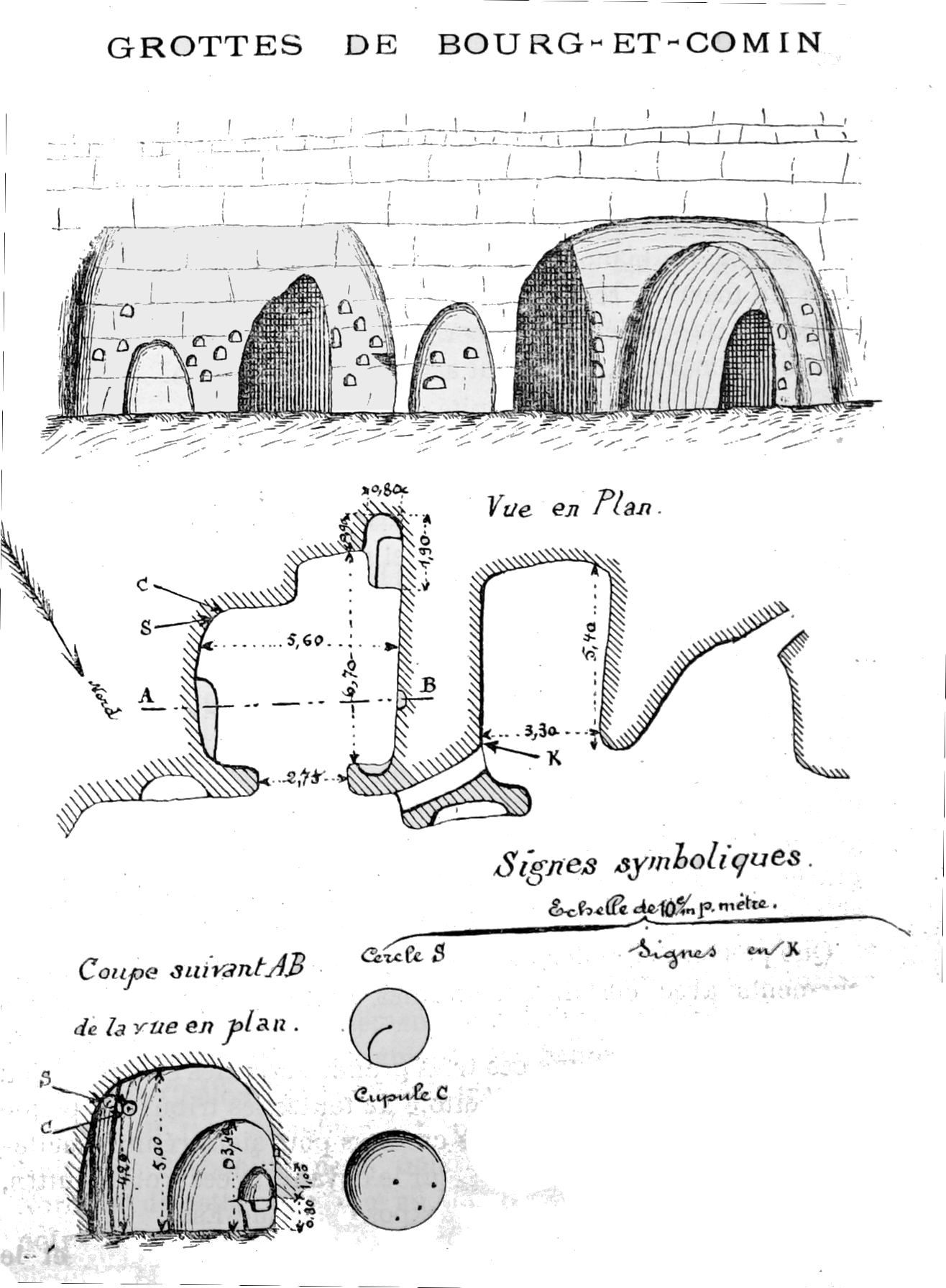
Grottes habitées, publié dans Bulletin de la Société archéologique champenoise.

Le site de Bourg-et-Comin, en bordure de l'Aisne est occupé depuis le Néolithique : un habitat de type éperon barré fouillé en 1878 par Édouard Fleury, d'une nécropole de la Tène, d'une stèle gallo-romaine dans le sous-sol d'une maison du village. Des traces d'habitation gallo-romaine ont été mises en évidence par G. Liévain en 1979. Le village a longtemps été une place fortifiée sur la route entre Laon et Fismes. Les habitants sont les Bourcominois et les Bourcominoises.

## Politique et administration

### Découpage territorial
La commune de Bourg-et-Comin est membre de la communauté de communes du Chemin des Dames, un établissement public de coopération intercommunale (EPCI) à fiscalité propre créé le 29 décembre 1995 dont le siège est à Craonne. Ce dernier est par ailleurs membre d'autres groupements intercommunaux.
Sur le plan administratif, elle est rattachée à l'arrondissement de Laon, au département de l'Aisne et à la région Hauts-de-France. Sur le plan électoral, elle dépend du canton de Villeneuve-sur-Aisne pour l'élection des conseillers départementaux, depuis le redécoupage cantonal de 2014 entré en vigueur en 2015, et de la première circonscription de l'Aisne  pour les élections législatives, depuis le dernier découpage électoral de 2010.

### Administration municipale
| Période                                  | Période                   | Identité         | Étiquette | Qualité |
| ---------------------------------------- | ------------------------- | ---------------- | --------- | ------- |
| Les données manquantes sont à compléter. |                           |                  |           |         |
| avant 1877                               | après 1879                | Jozet            |           |         |
| avant 1995                               | 1995                      | Daniel Bick      | DVD       |         |
| juin 1995                                | mars 2001                 | Michel Duval     | PCF       |         |
| mars 2001                                | 2014                      | Sylvie d'Almeida | NPA       |         |
| 2014                                     | mai 2020                  | Hervé Brocard    | SE        | Employé |
| mai 2020                                 | En cours (au 28 mai 2020) | Michel Duval     |           |         |

## Démographie
L'évolution du nombre d'habitants est connue à travers les recensements de la population effectués dans la commune depuis 1793. Pour les communes de moins de 10 000 habitants, une enquête de recensement portant sur toute la population est réalisée tous les cinq ans, les populations de référence des années intermédiaires étant quant à elles estimées par interpolation ou extrapolation. Pour la commune, le premier recensement exhaustif entrant dans le cadre du nouveau dispositif a été réalisé en 2007.

En 2022, la commune comptait 809 habitants, en évolution de −2,18 % par rapport à 2016 (Aisne : −1,97 %, France hors Mayotte : +2,11 %).
| 1793 | 1800 | 1806 | 1821 | 1831 | 1836 | 1841 | 1846 | 1851 |
| ---- | ---- | ---- | ---- | ---- | ---- | ---- | ---- | ---- |
| 239  | 280  | 231  | 311  | 327  | 359  | 342  | 374  | 345  |

| 1856 | 1861 | 1866 | 1872 | 1876 | 1881 | 1886 | 1891 | 1896 |
| ---- | ---- | ---- | ---- | ---- | ---- | ---- | ---- | ---- |
| 367  | 381  | 403  | 440  | 463  | 474  | 516  | 434  | 390  |

| 1901 | 1906 | 1911 | 1921 | 1926 | 1931 | 1936 | 1946 | 1954 |
| ---- | ---- | ---- | ---- | ---- | ---- | ---- | ---- | ---- |
| 400  | 403  | 380  | 421  | 489  | 542  | 504  | 348  | 478  |

| 1962 | 1968 | 1975 | 1982 | 1990 | 1999 | 2006 | 2007 | 2012 |
| ---- | ---- | ---- | ---- | ---- | ---- | ---- | ---- | ---- |
| 522  | 515  | 563  | 536  | 535  | 678  | 730  | 738  | 820  |

| 2017 | 2022 | - | - | - | - | - | - | - |
| ---- | ---- | - | - | - | - | - | - | - |
| 822  | 809  | - | - | - | - | - | - | - |

## Culture locale et patrimoine

### Lieux et monuments
L'église Saint-Martin est classée aux monuments historiques depuis 1919. C'est une église romane du XIIe siècle. Le clocher est protégé par un toit en bâtière (à deux pans) du XIIIe siècle.

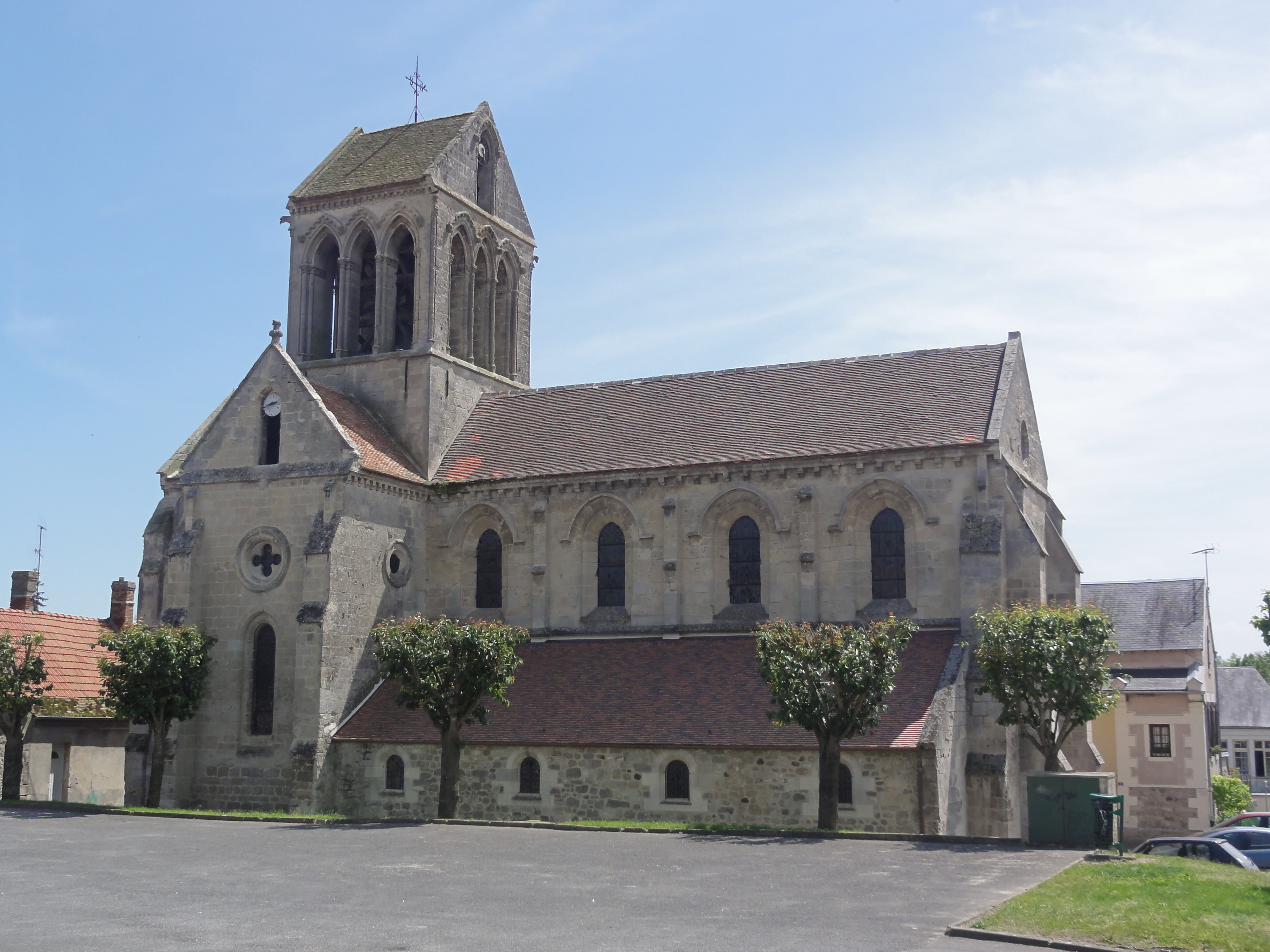
Église Saint-Martin.
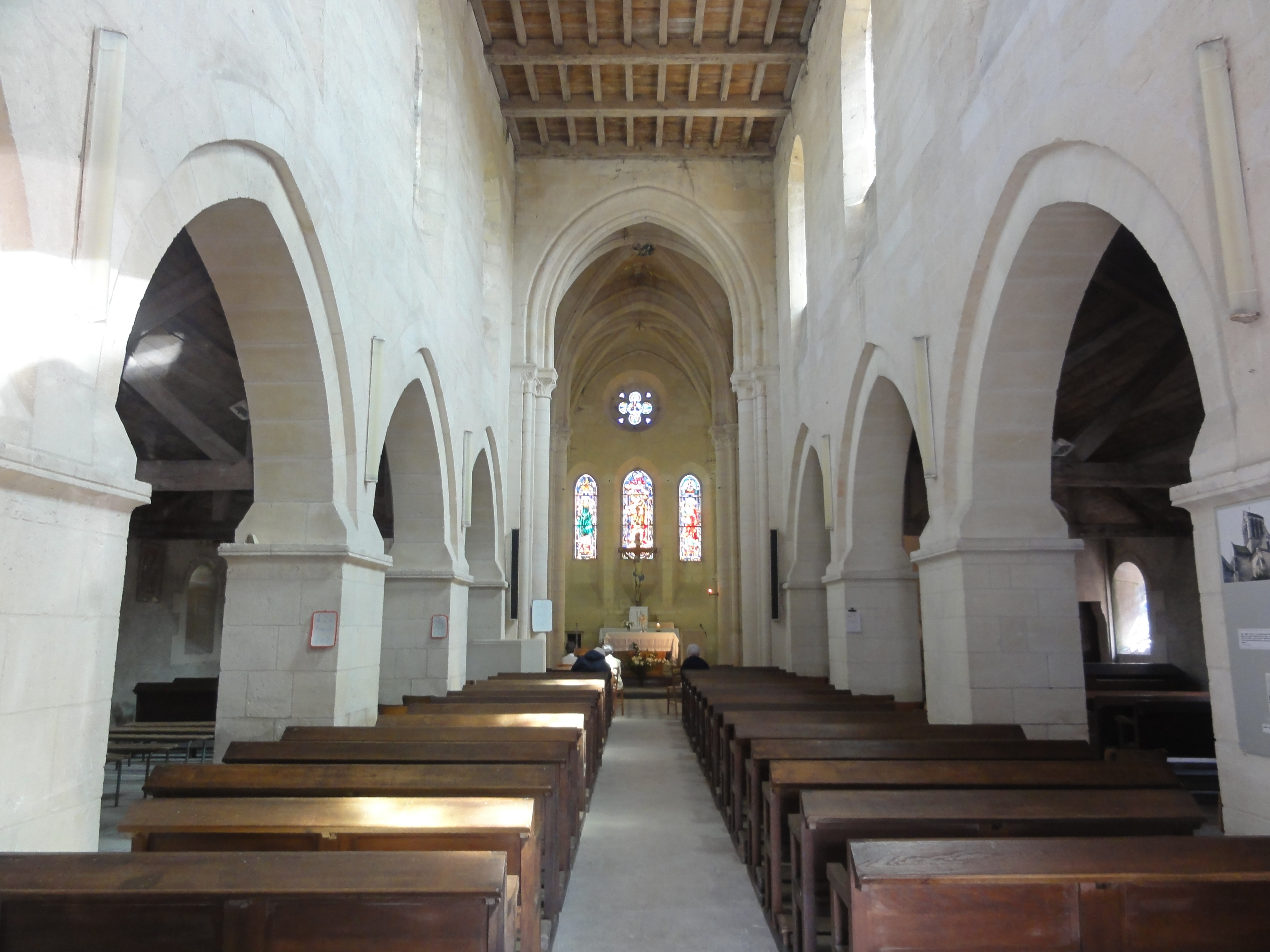
Église, intérieur.
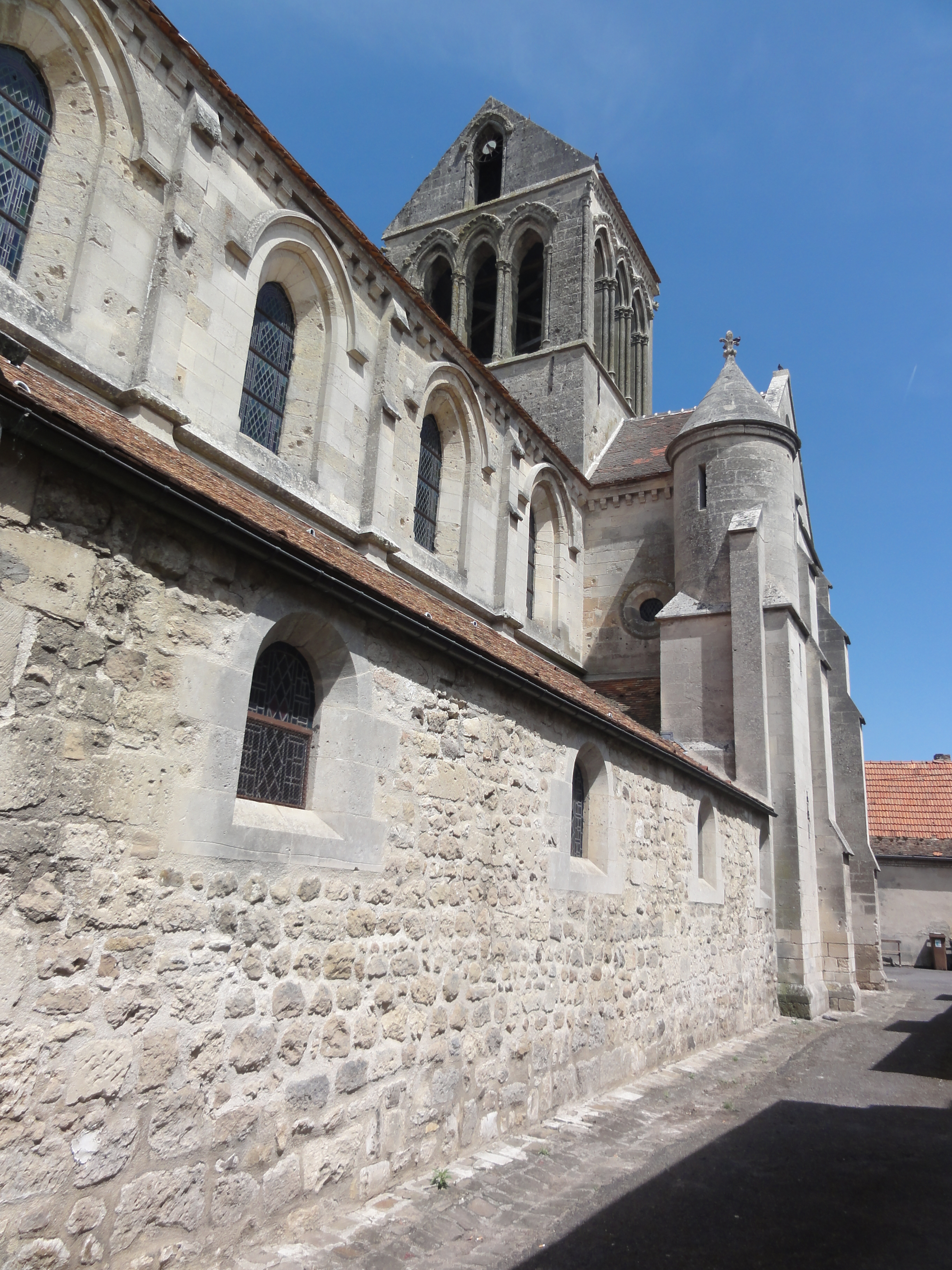
Église, détail.
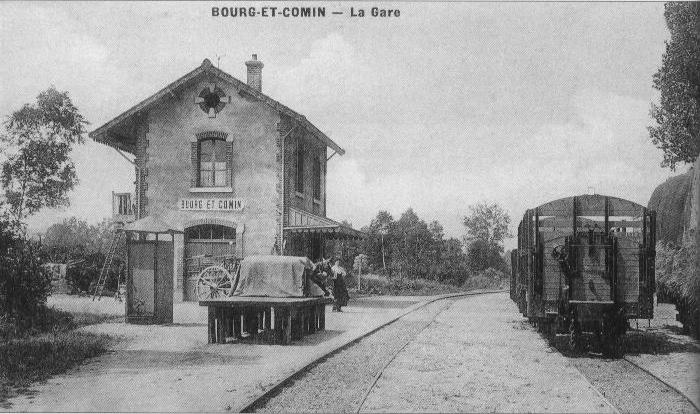
Gare des chemins de fer de la Banlieue de Reims.

## Pour approfondir